# Miss Rhône-Alpes
 (octobre 2017).
Si vous disposez d'ouvrages ou d'articles de référence ou si vous connaissez des sites web de qualité traitant du thème abordé ici, merci de compléter l'article en donnant les références utiles à sa vérifiabilité et en les liant à la section « Notes et références ».
Miss Rhône-Alpes est un concours de beauté annuel concernant les jeunes femmes de la région Rhône-Alpes. Il est qualificatif pour l'élection de Miss France, retransmise en direct sur la chaîne TF1, en décembre, chaque année.
Sept Miss issues de la région Rhône-Alpes ont été couronnées Miss France :
- Yvette Labrousse, Miss France 1930, élue sous le titre de Miss Lyon ;
- Sylvie-Rosine Numez, Miss France 1956, élue sous le titre de Miss Saint-Étienne ;
- Christiane Sibellin, Miss France 1965, élue sous le titre de Miss Lyon ;
- Christiane Lillio, Miss France 1968, élue sous le titre de Miss Saint-Étienne ;
- Sylvie Bertin, Miss France 1988, élue sous le titre de Miss Bresse Bugey ;
- Laure Belleville, Miss France 1996, élue sous le titre de Miss Pays de Savoie ;
- Sylvie Tellier, Miss France 2002, élue sous le titre de Miss Lyon.

## Histoire
- Le comité a été créé en 1988 et ne représentait que les départements de l'Ardèche, de la Drôme et de l'Isère pour la qualification régionale de l'élection de Miss France. Les départements du Rhône et de la Loire concourraient pour Miss Lyon et Miss Saint-Étienne, parfois réunis en Miss Loire-Forez, les départements de Savoie et Haute-Savoie pour Miss Pays de Savoie et le département de l'Ain pour Miss Pays de l'Ain.
- En 1993, 2004 et 2005, il n'y a pas eu de titre Miss Rhône-Alpes. En guise de remplacement, c'est le titre de Miss Dauphiné qui est marqué.
- En 2006, Miss Rhône-Alpes absorbe Miss Pays de l'Ain, qui devient un concours départemental qualificatif à Miss Rhône-Alpes mais plus à Miss France directement.
- En 2010, à la suite de la réorganisation des comités effectuée par Endemol, Miss Rhône-Alpes absorbe Miss Loire-Forez.
- Le 22 janvier 2015, Miss Pays de Savoie fusionne avec le comité Miss Rhône-Alpes.
- Depuis le 31 mai 2024, Virginie Dechenaud Miss Rhône-Alpes 2009 et 1ere dauphine de Miss France, succédant a Christian Juillard.

## Élections départementales qualificatives
- Miss Ardèche ;
- Miss Drôme ;
- Miss Loire ;
- Miss Isère ;
- Miss Pays de l'Ain ;
- Miss Rhône ;
- Miss Pays de Savoie ;
- Miss Beaujolais pour Miss Rhône ;
- Miss Grand Lyon pour Miss Rhône ;
- Miss Châtillon-Pays de Dombes pour Miss Pays de l'Ain ;
- Miss Bresse pour Miss Pays de l'Ain ;
- Miss Bugey-Pays-de-Gex pour Miss Pays de l'Ain.

## Synthèse des résultats
Note : Toutes les données ne sont pas encore connues.
- Miss France : Yvette Labrousse (1929, Miss Lyon), Sylvie-Rosine Numez (1955, Miss Saint-Étienne), Christiane Sibellin (1964, Miss Lyon), Christiane Lillio (1967, Miss Saint-Étienne), Sylvie Bertin (1987, Miss Bresse-et-Bugey), Laure Belleville (1995, Miss Pays de Savoie), Sylvie Tellier (2001, Miss Lyon)
- 1re dauphine : Yvette Labrousse (1928, Reine de Lyon)[Note 1], Sophie Hernandez (1984, Miss Lyon), Isabelle Vitry (1991, Miss Savoie), Virginie Dechenaud (2009)
- 2e dauphine : Marina Dutheil (1960, Miss Dauphiné), Michèle Dumonteil (1961)
- 3e dauphine : Ariane Quatrefages (1999), Nawal Benhlal (2000, Miss Lyon), Fanny Anselme (2002)
- 4e dauphine : Valérie Chouvet (1991, Miss Saint-Étienne Pays du Forez), Virginie Gaudenèche (2005, Miss Pays de l'Ain)
- 5e dauphine : Florence Lefranc (1977, Miss Alpes), Delphine Brossard (1996), Florence Jacquinot (1997, Miss Pays de l'Ain), Cloé Biessy (2007), Julie Jacquot (2012)
- 6e dauphine : Nadia Dumont (1993, Miss Pays de Savoie), Armonie Jenton (2008)
- Top 12/Top 15 : Marie-Pierre Damarin (1988), Sandrine Gaudin (1989), Rachel Detain (1989, Miss Pays d'Ain), Annabelle Excoffon (1990), Christelle Abry (1992, Miss Lyon), Nadège Pichol-Thievend (1992, Miss Savoie), Tiphaine Coulot (1994, Miss Pays de Savoie), Daphnée Delarche (1999, Miss Lyon), Tiphaine Guérineau (2000, Miss Pays de l'Ain), Leslie Rouzier (2004, Miss Dauphiné), Émilie Arrault (2006), Edwige Tiare (2009, Miss Pays de Savoie), Nora Bengrine (2015), Dalida Benaoudia (2017), Anaïs Roux (2020), Charlotte Faure (2021), Esther Coutin (2022), Alexcia Couly (2024)

## Les Miss
Note : Toutes les données ne sont pas encore connues.
| Année | Dénomination                     | Nom                      | Âge    | Taille | Résidence                 | Classement local/régional | Classement à Miss France                                                            | Autres |
| ----- | -------------------------------- | ------------------------ | ------ | ------ | ------------------------- | --- | ----------------------------------------------------------------------------------- | --- |
| 1928  | Miss Lyon                        | Eugénie Argoud           |        |        |                           | |                                                                                     | |
| 1929  | Miss Lyon                        | Yvette Labrousse         | 23 ans | 1,83 m | Oullins                   | | Miss France 1930                                                                    | Elle a épousé le prince pakistanais Aga Khan III et est devenue sa bégum                                                      |
| 1949  | Miss Saint-Étienne               | Gillette Bérault         | 22 ans | 1,70 m |                           | |                                                                                     | |
| 1950  | Miss Saint-Étienne               | Irène Novac.             |        |        |                           | |                                                                                     | |
| 1951  | Miss Saint-Étienne               | Agnès Guichard           | 19 ans | 1,69 m |                           | |                                                                                     | |
| 1956  | Miss Saint-Étienne               | Sylvie-Rosine Numez      |        |        | Saint-Étienne             | | Miss France 1957                                                                    | |
| 1960  | Miss Dauphiné                    | Marina Dutheil           |        |        |                           | | 2e dauphine de Miss France 1961                                                     | |
| 1961  | Miss Rhône-Alpes                 | Michèle Dumonteil        |        |        |                           | | 2e dauphine de Miss France 1962                                                     | |
| 1964  | Miss Lyon                        | Christiane Sibellin      | 22 ans |        | Lyon                      | | Miss France 1965                                                                    | Demi-finaliste à l'élection de Miss Monde 1965                                                                                |
| 1967  | Miss Saint-Étienne               | Christiane Lillio        | 17 ans |        | Terrenoire                | | Miss France 1968                                                                    | Présidente de Miss Excellence France                                                                                          |
| 1970  | Miss Bugey                       | Roselyne Rivière         |        |        |                           | |                                                                                     | |
| 1970  | Miss Isère                       | Marie-Claude Court       |        |        |                           | |                                                                                     | |
| 1976  | Miss Haute-Savoie                | Christine Charrière      |        |        |                           | |                                                                                     | |
| 1976  | Miss Lyon                        | Michèle Pouzol           |        |        |                           | |                                                                                     | |
| 1976  | Miss Savoie                      | Nicole Basset            |        |        |                           | |                                                                                     | |
| 1977  | Miss Alpes                       | Florence Lefranc         |        |        |                           | | 5e dauphine de Miss France 1978                                                     | |
| 1977  | Miss Léman-Haute-Savoie          | Martine Bonnaz           |        |        |                           | |                                                                                     | |
| 1977  | Miss Savoie                      | Brigitte Perez           |        |        |                           | |                                                                                     | |
| 1978  | Miss Léman                       | Marie-Laure Harroch      |        |        |                           | |                                                                                     | |
| 1978  | Miss Lyon                        | Jocelyne Mercier         |        |        |                           | |                                                                                     | Prix des mannequins à l'élection de Miss France 1979                                                                          |
| 1978  | Miss Savoie                      | Brigitte Vanin           |        |        |                           | |                                                                                     | |
| 1979  | Miss Léman                       | Marielle Burquier        |        |        |                           | |                                                                                     | |
| 1979  | Miss Lyon                        | Magali Vouilloz          |        |        |                           | |                                                                                     | |
| 1979  | Miss Pays d'Ain                  | Martine Mercier          |        |        |                           | |                                                                                     | Prix de la coiffure à l'élection de Miss France 1980                                                                          |
| 1979  | Miss Savoie                      | Brigitte Barbin          |        |        |                           | |                                                                                     | |
| 1982  | Miss Pays d'Ain                  | Pascale Guiffray         |        |        |                           | |                                                                                     | |
| 1984  | Miss Lyon                        | Sophie Hernandez         |        |        |                           | | 1re dauphine de Miss France 1985                                                    | |
| 1985  | Miss Dauphiné                    | Rachelle Lizzi           |        |        |                           | |                                                                                     | |
| 1985  | Miss Rhône-Alpes                 | Karin Brun               |        |        |                           | |                                                                                     | |
| 1985  | Miss Lyon                        | Annie Lafay              |        |        |                           | |                                                                                     | |
| 1985  | Miss Pays d'Ain                  | Sandrine Maisson         |        |        |                           | |                                                                                     | |
| 1986  | Miss Bresse-Bugey                | Catherine Hecquet        |        |        |                           | |                                                                                     | |
| 1986  | Miss Lyon                        | Valérie Ollagnier        |        |        |                           | |                                                                                     | |
| 1986  | Miss Haute-Savoie                | Valérie Brudieu          |        |        |                           | |                                                                                     | |
| 1986  | Miss Savoie                      | Véronique Loschi         |        |        |                           | |                                                                                     | |
| 1987  | Miss Bresse Bugey                | Sylvie Bertin            | 21 ans | 1,66 m | Ferney-Voltaire           | | Miss France 1988                                                                    | |
| 1987  | Miss Rhône-Alpes                 | Catherine Sontag         |        |        | Annemasse                 | |                                                                                     | |
| 1987  | Miss Haute-Savoie                | Nathalie Aubert          |        |        |                           | |                                                                                     | |
| 1988  | Miss Pays d'Ain                  | Cécile Crouzet           | 20 ans | 1,66 m |                           | |                                                                                     | |
| 1988  | Miss Rhône-Alpes                 | Marie-Pierre Damarin     | 21 ans | 1,66 m |                           | | Figure parmi les 12 demi-finalistes à l'élection de Miss France 1989                | |
| 1989  | Miss Haute-Savoie                | Daphné Dasse             |        |        |                           | |                                                                                     | |
| 1989  | Miss Pays d'Ain                  | Rachel Detain            |        |        |                           | | Figure parmi les 12 demi-finalistes à l'élection de Miss France 1990                | |
| 1989  | Miss Rhône-Alpes                 | Sandrine Gaudin          |        |        |                           | | Figure parmi les 12 demi-finalistes à l'élection de Miss France 1990                | |
| 1990  | Miss Lyon                        | Katia Petryk             |        |        |                           | |                                                                                     | |
| 1990  | Miss Pays d'Ain                  | Virginie Guillermin      |        |        |                           | |                                                                                     | |
| 1990  | Miss Rhône-Alpes                 | Annabelle Excoffon       |        |        | Voiron                    | | Figure parmi les 12 demi-finalistes à l'élection de Miss France 1991                | |
| 1990  | Miss Saint-Étienne               | Sandrine Karmoussi       |        |        |                           | |                                                                                     | |
| 1990  | Miss Savoie                      | Karine Michel            |        |        |                           | |                                                                                     | Prix de l'élégance à l'élection de Miss France 1991                                                                           |
| 1991  | Miss Lyon                        | Stéphanie Serano         |        |        |                           | |                                                                                     | |
| 1991  | Miss Pays d'Ain                  | Stéphanie Vallée         |        |        |                           | |                                                                                     | |
| 1991  | Miss Rhône-Alpes                 | Sabine Alotte            |        |        | Chambéry                  | |                                                                                     | |
| 1991  | Miss Saint-Étienne Pays du Forez | Valérie Chouvet          |        |        |                           | | 4e dauphine de Miss France 1992                                                     | |
| 1991  | Miss Savoie                      | Isabelle Vitry           |        |        |                           | | 1re dauphine de Miss France 1992                                                    | |
| 1992  | Miss Lyon                        | Christelle Abry          | 23 ans |        |                           | | Figure parmi les 12 demi-finalistes à l'élection de Miss France 1993                | |
| 1992  | iss Pays d'Ain                   | Marina Richaud           | 18 ans |        |                           | |                                                                                     | |
| 1992  | Miss Rhône-Alpes                 | Laurence Benguigui       | 21 ans |        |                           | |                                                                                     | |
| 1992  | Miss Saint-Étienne Pays du Forez | Maud Mahuet              | 18 ans |        | Saint-Étienne             | |                                                                                     | |
| 1992  | Miss Savoie                      | Nadège Pichol-Thievend   | 19 ans |        |                           | | Figure parmi les 12 demi-finalistes à l'élection de Miss France 1993                | |
| 1993  | Miss Dauphiné                    | Laure Dumousseau         |        |        | Jarrie                    | |                                                                                     | |
| 1993  | Miss Lyonnais                    | Nathalie Didelot         |        |        |                           | |                                                                                     | |
| 1993  | Miss Nouvelle-Loire              | Grazielle Condello       |        |        |                           | |                                                                                     | |
| 1993  | Miss Pays d'Ain                  | Nathalie Levrat          | 24 ans |        |                           | |                                                                                     | |
| 1993  | Miss Pays de Savoie              | Nadia Dumont             |        |        |                           | | 6e dauphine de Miss France 1994                                                     | |
| 1994  | Miss Lyon                        | Marie-Caroline Berthet   | 19 ans |        |                           | |                                                                                     | |
| 1994  | Miss Nouvelle-Loire              | Karine Fort              |        |        |                           | |                                                                                     | |
| 1994  | Miss Pays d'Ain                  | Sophie Grenard           |        |        |                           | |                                                                                     | |
| 1994  | Miss Rhône-Alpes                 | Angélique Correia        |        |        |                           | |                                                                                     | |
| 1994  | Miss Pays de Savoie              | Tiphaine Coulot          | 19 ans |        | Les Contamines-Montjoie   | | Figure parmi les 12 demi-finalistes à l'élection de Miss France 1995                | |
| 1995  | Miss Lyon                        | Frédérique Collin        |        |        | Corbas                    | |                                                                                     | |
| 1995  | Miss Pays d'Ain                  | Stéphanie Pouchoy        | 19 ans | 1,74 m | Misérieux                 | |                                                                                     | Première candidate sourde qui participe à l'élection de Miss France                                                           |
| 1995  | Miss Rhône-Alpes                 | Karine Rouvière          |        |        |                           | |                                                                                     | |
| 1995  | Miss Saint-Étienne               | Karine Plazzer           |        |        |                           | |                                                                                     | |
| 1995  | Miss Pays de Savoie              | Laure Belleville,        | 19 ans | 1,73 m | Lathuile                  | | Miss France 1996                                                                    | Représentante de la France à l'élection de iss Monde 1997 et Miss Univers 1996 où elle termine 11e                            |
| 1996  | Miss Pays d'Ain                  | Carine Boireau           |        |        |                           | 2e dauphine de Miss Bresse 1995, Prix de l'élégance à Miss Pays de l'Ain 1995, Miss Bresse 1996                                                    |                                                                                     | |
| 1996  | Miss Lyon                        | Angélique Sage           |        |        |                           | Miss foire de Lyon 1996 |                                                                                     | |
| 1996  | Miss Rhône-Alpes                 | Delphine Brossard        |        |        |                           | | 5e dauphine de Miss France 1997                                                     | 10e à Miss Europe 1998 |
| 1996  | Miss Saint-Étienne Loire         | Christelle Arcis         |        |        |                           | |                                                                                     | |
| 1996  | Miss Pays de Savoie              | Séverine Martin          |        |        |                           | |                                                                                     | |
| 1997  | Miss Pays d'Ain                  | Florence Jacquinot       | 20 ans | 1,77 m | Bellegarde-sur-Valserine  | Miss Haut-Rhône 1996, 3e dauphine de Miss Pays de l'Ain 1996                                                                                       | 5e dauphine de Miss France 1998                                                     | 7e à Miss Model of the World 2000                                                                                             |
| 1997  | Miss Lyon                        | Séverine Plasse          | 22 ans | 1,72 m | Lyon                      | Miss foire de Lyon 1997 |                                                                                     | |
| 1997  | Miss Rhône-Alpes                 | Stéphanie Loricourt      | 19 ans | 1,76 m | Saint-Laurent-de-Mure     | Miss Genas 1996 ; 1re dauphine de Miss Rhône-Alpes 1996                                                                                            |                                                                                     | |
| 1997  | Miss Saint-Étienne Loire         | Aline Wangler            | 18 ans | 1,81 m | Saint-Étienne             | |                                                                                     | |
| 1997  | Miss Pays de Savoie              | Virginie Torre           | 18 ans | 1,78 m |                           | |                                                                                     | |
| 1998  | Miss Loire-Forez                 | Sandy Dahléry            | 21 ans | 1,75 m |                           | |                                                                                     | |
| 1998  | Miss Lyon                        | Hélène Néron-Bancel      | 22 ans | 1,75 m |                           | |                                                                                     | |
| 1998  | Miss Pays d'Ain                  | Clotilde Badré           | 19 ans | 1,71 m | Montanges                 | |                                                                                     | |
| 1998  | Miss Rhône-Alpes                 | Laure Chalançon          | 20 ans | 1,73 m |                           | |                                                                                     | |
| 1998  | Miss Pays de Savoie              | Christine Lavault        | 22 ans | 1,70 m |                           | |                                                                                     | |
| 1999  | Miss Loire-Forez                 | Stéphanie Gros           | 23 ans | 1,81 m | Saint-Maurice-en-Gourgois | |                                                                                     | |
| 1999  | Miss Pays d'Ain                  | Alexia Darnis            | 20 ans | 1,72 m |                           | |                                                                                     | |
| 1999  | Miss Lyon                        | Daphnée Delarche         | 19 ans | 1,74 m | Lyon                      | Miss foire de Lyon 1999 | Figure parmi les 12 demi-finalistes à l'élection de Miss France 2000                | |
| 1999  | Miss Rhône-Alpes                 | Ariane Quatrefages       | 22 ans | 1,72 m | Villette-d'Anthon         | 1re dauphine de Miss Rhône-Alpes 1998 | 3e dauphine de Miss France 2000                                                     | |
| 1999  | Miss Pays de Savoie              | Nathalie Jacquier        | 21 ans | 1,73 m |                           | |                                                                                     | |
| 2000  | Miss Loire-Forez                 | Alexandra Mellinas       |        |        | Montbrison                | |                                                                                     | |
| 2000  | Miss Lyon                        | Nawal Benhlal            | 19 ans | 1,75 m | Lyon                      | | 3e dauphine de Miss France 2001                                                     | Miss International France 2001                                                                                                |
| 2000  | Miss Pays d'Ain                  | Tiphaine Guerineau       |        |        | Ferney-Voltaire           | | Figure parmi les 12 demi-finalistes à l'élection de Miss France 2001                | |
| 2000  | Miss Rhône-Alpes                 | Lætitia Sauzet           |        |        | Villeneuve                | Miss Beaujolais 1999, 1re dauphine de Miss Rhône-Alpes 1999                                                                                        |                                                                                     | |
| 2000  | Miss Pays de Savoie              | Caroline Plan            |        |        | Onnion                    | |                                                                                     | |
| 2001  | Miss Loire-Forez                 | Aurélie Brun (Juan)      | 19 ans | 1,69 m | Saint-Étienne             | |                                                                                     | Aurélie Brun, initialement élue, est destituée et remplacée par Carine Rico car elle ne mesurait pas la taille réglementaire, |
| 2001  | Miss Lyon                        | Sylvie Tellier           | 23 ans | 1,72 m | Lyon                      | Miss Vendée 1997 ; 1re dauphine de Miss Pays de Loire 1997                                                                                         | Miss France 2002                                                                    | Miss Univers France 2002, ancienne directrice générale de l'organisation Miss France                                          |
| 2001  | Miss Pays d'Ain                  | Patricia Recanati        | 23 ans | 1,73 m | Virieu-le-Grand           | Miss Haut-Rhône 2000, 2e dauphine de Miss Pays de l'Ain 2000                                                                                       |                                                                                     | |
| 2001  | Miss Rhône-Alpes                 | Mélanie Georges          | 21 ans | 1,78 m | Septème                   | 2e dauphine de Miss Rhône-Alpes 2000 |                                                                                     | |
| 2001  | Miss Pays de Savoie              | Anne-Valérie Michellier  | 21 ans | 1,74 m |                           | |                                                                                     | Prix de l'élégance à l'élection de Miss France 2002                                                                           |
| 2002  | Miss Loire-Forez                 | Émilie Eymard            |        |        |                           | |                                                                                     | |
| 2002  | Miss Lyon                        | Marie Comte              |        |        | Lyon                      | Miss foire de Lyon 2001, 1re dauphine de Miss Lyon 2001                                                                                            |                                                                                     | |
| 2002  | Miss Pays d'Ain                  | Madeline Cabanon         |        |        |                           | |                                                                                     | |
| 2002  | Miss Rhône-Alpes                 | Fanny Anselme            |        |        | Oullins                   | | 3e dauphine de Miss France 2003                                                     | |
| 2002  | Miss Pays de Savoie              | Élodie Bordignon         |        |        | Chambéry                  | |                                                                                     | Prix de l'élégance Lise Charmel à l'élection de Miss France 2003                                                              |
| 2003  | Miss Grand Lyon'                 | Stéphanie Augris         |        |        | Lyon                      | |                                                                                     | |
| 2003  | Miss Loire-Forez                 | Sophie Blanchard         |        |        | Saint-Étienne             | |                                                                                     | |
| 2003  | Miss Pays d'Ain                  | Aurélie Julien           |        |        | Châtillon-sur-Chalaronne  | Miss Châtillon 2002, 1re dauphine de Miss Pays de l'Ain 2002                                                                                       |                                                                                     | |
| 2003  | Miss Rhône-Alpes                 | Audrey Vignon            |        |        | Amplepuis                 | Miss Beaujolais 2003 |                                                                                     | |
| 2003  | Miss Pays de Savoie              | Clémentine Fitaire       |        |        |                           | |                                                                                     | |
| 2004  | Miss Dauphiné                    | Leslie Rouzier           | 22 ans | 1,84 m | La Tronche                | Prix du jury à Miss Rhône-Alpes 2003 | Figure parmi les 12 demi-finalistes à l'élection de Miss France 2005 et termine 10e | |
| 2004  | Miss Grand Lyon                  | Alexandra Lemarchand     | 23 ans | 1,80 m | Toussieu                  | 1re dauphine de Miss Rhône-Alpes 2003, Miss foire de Lyon 2004                                                                                     |                                                                                     | |
| 2004  | Miss Loire-Forez                 | Karine Guerit            | 21 ans | 1,74 m | Saint-Étienne             | |                                                                                     | |
| 2004  | Miss Pays de l'Ain               | Chrystelle Caton         | 23 ans | 1,73 m | Misérieux                 | |                                                                                     | |
| 2004  | Miss Pays de Savoie              | Stéphany Delva           | 20 ans | 1,77 m | Valleiry                  | |                                                                                     | |
| 2005  | Miss Dauphiné                    | Maud Tordjman            | 19 ans | 1,75 m | Valence                   | Miss Pays de Dieulefit 2005 |                                                                                     | 2e dauphine de Miss Tourism International 2006                                                                                |
| 2005  | Miss Grand Lyon                  | Roxanne Roblot-Bouvier   | 19 ans | 1,78 m | Meyzieu                   | |                                                                                     | |
| 2005  | Miss Loire-Forez                 | Célia Clémençon          | 24 ans | 1,75 m | Saint-Chamond             | |                                                                                     | |
| 2005  | Miss Pays d'Ain                  | Virginie Gaudenèche      | 25 ans | 1,72 m | Reyrieux                  | | 4e dauphine de Miss France 2006                                                     | |
| 2005  | Miss Pays de Savoie              | Nouara Slimani           | 21 ans | 1,83 m | Thônes                    | 1re dauphine de Miss Pays de Savoie 2002 |                                                                                     | |
| 2006  | Miss Dauphiné                    | Lauriane Jaud            | 19 ans | 1,75 m | Montélimar                | Miss Rallye de Dieulefit 2006 |                                                                                     | |
| 2006  | Miss Rhône-Alpes                 | Émilie Arrault           | 24 ans | 1,75 m | Saint-Symphorien-d'Ozon   | Miss Pays du Lyonnais 2005 ; 2e dauphine de Miss Rhône 2006                                                                                        | Figure parmi les 12 demi-finalistes à l'élection de Miss France 2007 et termine 12e | Prix de l'élégance Nicolas Fafiotte à l'élection de Miss France 2007                                                          |
| 2006  | Miss Pays de Savoie              | Charlotte Viandaz        | 18 ans | 1,74 m | Meythet                   | |                                                                                     | |
| 2007  | Miss Loire-Forez                 | Laura Varillon           | 18 ans | 1,78 m | Saint-Chamond             | |                                                                                     | |
| 2007  | Miss Rhône-Alpes                 | Cloé Biessy              | 19 ans | 1,74 m | Prévessin                 | Miss Pays de l'Ain 2006, 1re dauphine de Miss Rhône-Alpes 2006                                                                                     | 5e dauphine de Miss France 2008                                                     | Prix du sourire Bertoux à l'élection de Miss France 2008                                                                      |
| 2007  | Miss Pays de Savoie              | Sonia Guillet            | 24 ans | 1,77 m | Cruet                     | Prix de l'élégance à Miss Savoie 2007 |                                                                                     | |
| 2008  | Miss Loire-Forez                 | Lauriane Perez           | 20 ans | 1,71 m | Saint-Étienne             | |                                                                                     | |
| 2008  | Miss Rhône-Alpes                 | Armonie Jenton           | 18 ans | 1,74 m | Viriat                    | Miss Junior du Revermont 2007, Miss Suran Revermont 2008, Miss Pays de l'Ain 2008                                                                  | 6e dauphine de Miss France 2009                                                     | |
| 2008  | Miss Pays de Savoie              | Wendy Gex                | 19 ans | 1,79 m | Ville-la-Grand            | |                                                                                     | |
| 2009  | Miss Loire-Forez                 | Marion Léoncini          | 23 ans | 1,78 m | Montbrison                | 1re dauphine de Miss Loire-Forez 2008 |                                                                                     | |
| 2009  | Miss Rhône-Alpes                 | Virginie Dechenaud       | 23 ans | 1,74 m | La Frette                 | 2e dauphine de Miss Dauphiné 2008, 4e dauphine de Miss Rhône-Alpes 2008                                                                            | 1re dauphine de Miss France 2010                                                    | Demi-finaliste à Miss Monde 2010 Présidente du Comité Miss Rhones-Alpes                                                       |
| 2009  | Miss Pays de Savoie              | Edwige Tiare             | 22 ans | 1,77 m | Albertville               | | Figure parmi les 12 demi-finalistes à l'élection de Miss France 2010 et termine 11e | Prix de l'exotisme du cComité martiniquais du tourisme à l'élection de Miss France 2010                                       |
| 2010  | Miss Rhône-Alpes                 | Élise Charbonnier        | 21 ans | 1,76 m | Saint-Jean-le-Vieux       | Prix de la beauté Laura Beaumont à Miss Pays de l'Ain 2009, Miss Châtillon 2010, Miss Pays de l'Ain 2010                                           |                                                                                     | Nièce du footballeur Lionel Charbonnier                                                                                       |
| 2010  | Miss Pays de Savoie              | Marion Guichard          | 22 ans | 1,76 m | Saint-Alban-Leysse        | |                                                                                     | |
| 2011  | Miss Rhône-Alpes                 | Cindy Saroul             | 20 ans | 1,73 m | Valence                   | Miss Vallée de la Drôme 2010, Miss Dauphiné 2010                                                                                                   |                                                                                     | |
| 2011  | Miss Pays de Savoie              | Valentine Borel-Hoffmann | 18 ans | 1,79 m | Annecy                    | |                                                                                     | |
| 2012  | Miss Rhône-Alpes                 | Julie Jacquot            | 24 ans | 1,72 m | Lyon                      | Miss Lyon 2011, Miss Rhône 2012 | 5e dauphine de Miss France 2013                                                     | |
| 2012  | Miss Pays de Savoie              | Graziella Byhet          | 24 ans | 1,77 m | Veyrier-du-Lac            | |                                                                                     | |
| 2013  | Miss Rhône-Alpes                 | Mylène Angelier          | 22 ans | 1,77 m | Sarcey                    | Miss Beaujolais 2012, 1re dauphine de Miss Rhône 2012, 1re dauphine de Miss Rhône-Alpes 2012                                                       |                                                                                     | |
| 2013  | Miss Pays de Savoie              | Julie Legros             | 22 ans | 1,70 m | Aiton                     | 2e dauphine de Miss Tampon 2008 |                                                                                     | Candidate à l'élection de Miss Réunion 2010                                                                                   |
| 2014  | Miss Rhône-Alpes                 | Aurore Thibaud           | 20 ans | 1,73 m | Fontaine                  | 3e dauphine de Miss Isère 2013, 1re dauphine de Miss Dauphiné 2013, 2e dauphine de Miss Rhône-Alpes 2013                                           |                                                                                     | |
| 2014  | Miss Pays de Savoie              | Aurore Péron             | 18 ans | 1,76 m | Saint-Jean-de-Maurienne   | |                                                                                     | |
| 2015  | Miss Rhône-Alpes                 | Nora Bengrine            | 20 ans | 1,72 m | Saint-Martin-d'Hères      | Miss Isère 2014, Miss Dauphiné 2015 | Figure parmi les 12 demi-finalistes à l'élection de Miss France 2016 et termine 11e | |
| 2016  | Miss Rhône-Alpes                 | Camille Bernard          | 21 ans | 1,73 m | Saint-Étienne-du-Bois     | Miss Haut-Bugey 2015, Miss Pays de l'Ain 2015, 2e dauphine de Miss Rhône-Alpes 2015                                                                |                                                                                     | |
| 2017  | Miss Rhône-Alpes                 | Dalida Benaoudia         | 24 ans | 1,78 m | Lyon                      | 1re dauphine de Miss Lyon 2015, 1re dauphine de Miss Rhône 2016, Prix de l'élégance à Miss Rhône-Alpes 2016, Miss Rhône 2017                       | Figure parmi les 12 demi-finalistes à l'élection de Miss France 2018 et termine 12e | |
| 2018  | Miss Rhône-Alpes                 | Pauline Ianiro           | 19 ans | 1,78 m | Saint-Denis-lès-Bourg     | 2e dauphine de Miss Bresse 2017, 3e dauphine de Miss Pays de l'Ain 2017, Miss Bresse 2018, Miss Pays de l'Ain 2018                                 |                                                                                     | |
| 2019  | Miss Rhône-Alpes                 | Chloé Prost              | 20 ans | 1,78 m | Légny                     | Miss Beaujolais 2019, Miss Rhône 2019 |                                                                                     | Prix du maillot de bain lors de l’élection de Miss France 2020                                                                |
| 2020  | Miss Rhône-Alpes                 | Anaïs Roux               | 23 ans | 1,74 m | Lyon                      | Prix du jury à Miss Lyon 2018, Miss Lyon 2019, 1re dauphine de Miss Rhône 2019, 3e dauphine de Miss Rhône-Alpes 2019                               | Figure parmi les 15 demi-finalistes à l'élection de Miss France 2021 et termine 14e | |
| 2021  | Miss Rhône-Alpes                 | Charlotte Faure          | 20 ans | 1,72 m | Biviers                   | Miss Isère 2021 | Figure parmi les 15 demi-finalistes à l'élection de Miss France 2022 et termine 9e  | |
| 2022  | Miss Rhône-Alpes                 | Esther Coutin            | 24 ans | 1,71 m | Passy                     | Miss Haute-Savoie 2017, 1re dauphine de Miss Pays de Savoie 2017, Prix de l'élégance à Miss Rhône-Alpes 2017, 2e dauphine de Miss Rhône-Alpes 2018 | Figure parmi les 15 demi-finalistes à l'élection de Miss France 2023 et termine 11e | |
| 2023  | Miss Rhône-Alpes                 | Alizée Bidaut            | 22 ans | 1,74 m | Saint-Genis-sur-Menthon   | Miss Châtillon-Pays de Dombes 2023, Miss Pays de l'Ain 2023                                                                                        |                                                                                     | |
| 2024  | Miss Rhône-Alpes                 | Alexcia Couly            | 22 ans | 1,72 m | Villeurbanne              | Miss Grand Lyon 2024, 1re dauphine de Miss Rhône 2024                                                                                              | Figure parmi les 15 demi-finalistes à l'élection de Miss France 2025 et termine 15e | |

### Galerie

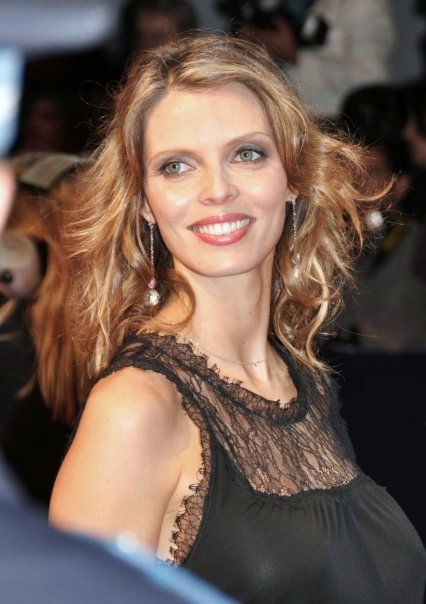
Sylvie Tellier, Miss Lyon 2001 et Miss France 2002.
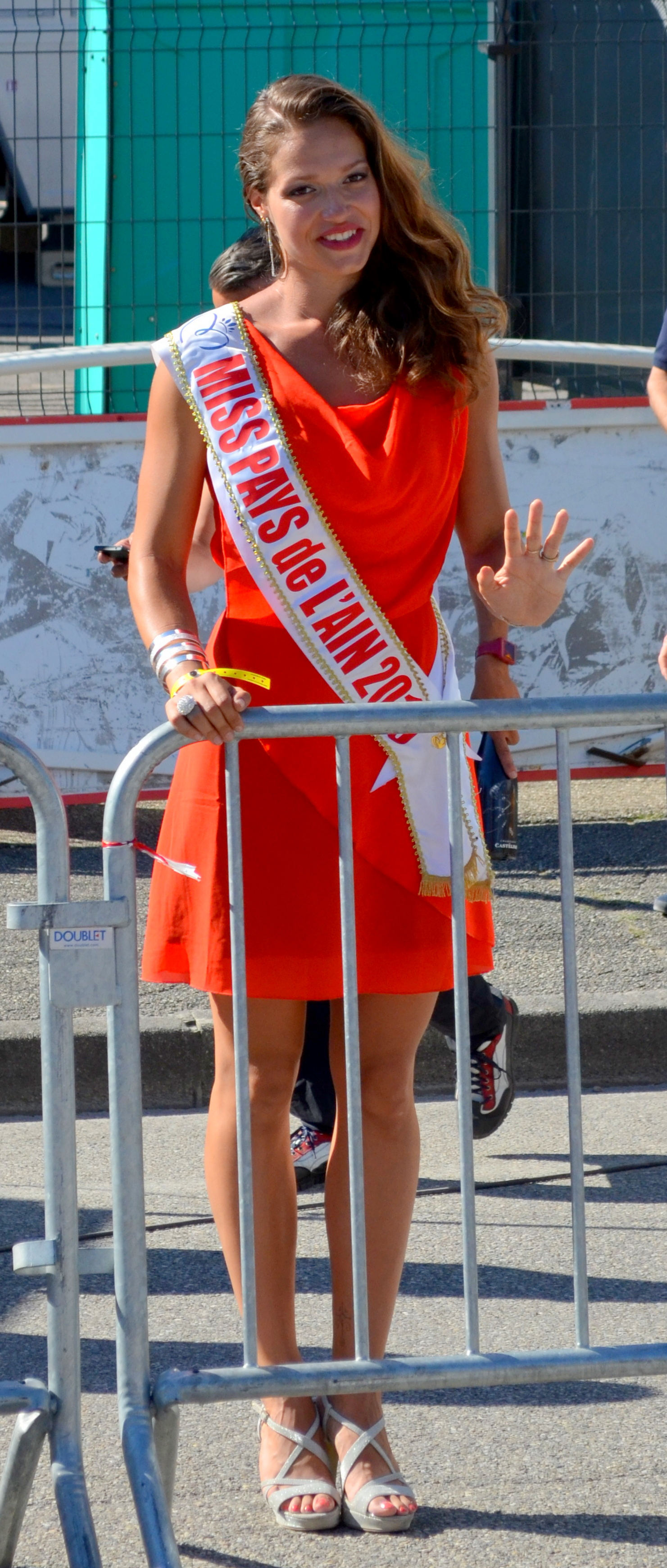
Camille Bernard, Miss Rhône-Alpes 2016 et participante à Miss France 2017.

## Palmarès par département depuis 2015
- Rhône : 2017, 2019, 2020, 2024 (4)
- Ain : 2016, 2018, 2023 (3)
- Isère : 2015, 2021 (2)
- Haute-Savoie : 2022 (1)
- Ardèche :
- Drôme :
- Loire :
- Savoie :

## Palmarès à l'élection Miss France depuis 2000
- Miss France: 2002
- 1re dauphine : 2010
- 2e dauphine :
- 3e dauphine : 2000, 2001, 2003
- 4e dauphine : 2006
- 5e dauphine : 2008, 2013
- 6e dauphine : 2009
- Top 12 puis 15 : 2000, 2005, 2007, 2010, 2016, 2018, 2021, 2022, 2023, 2025
- Classement des régions pour les 10 dernières élections (Miss France 2015 à 2024) : 19e sur 30[Note 2].

## À retenir
- Meilleur classement de ces 10 dernières années : Charlotte Faure, demi-finaliste (9e) de Miss France 2022
- Dernier classement réalisé : Alexcia Couly, demi-finaliste de Miss France 2025
- Dernière Miss France : Sylvie Tellier élue Miss France 2002.